# Manneken Pis van Geraardsbergen

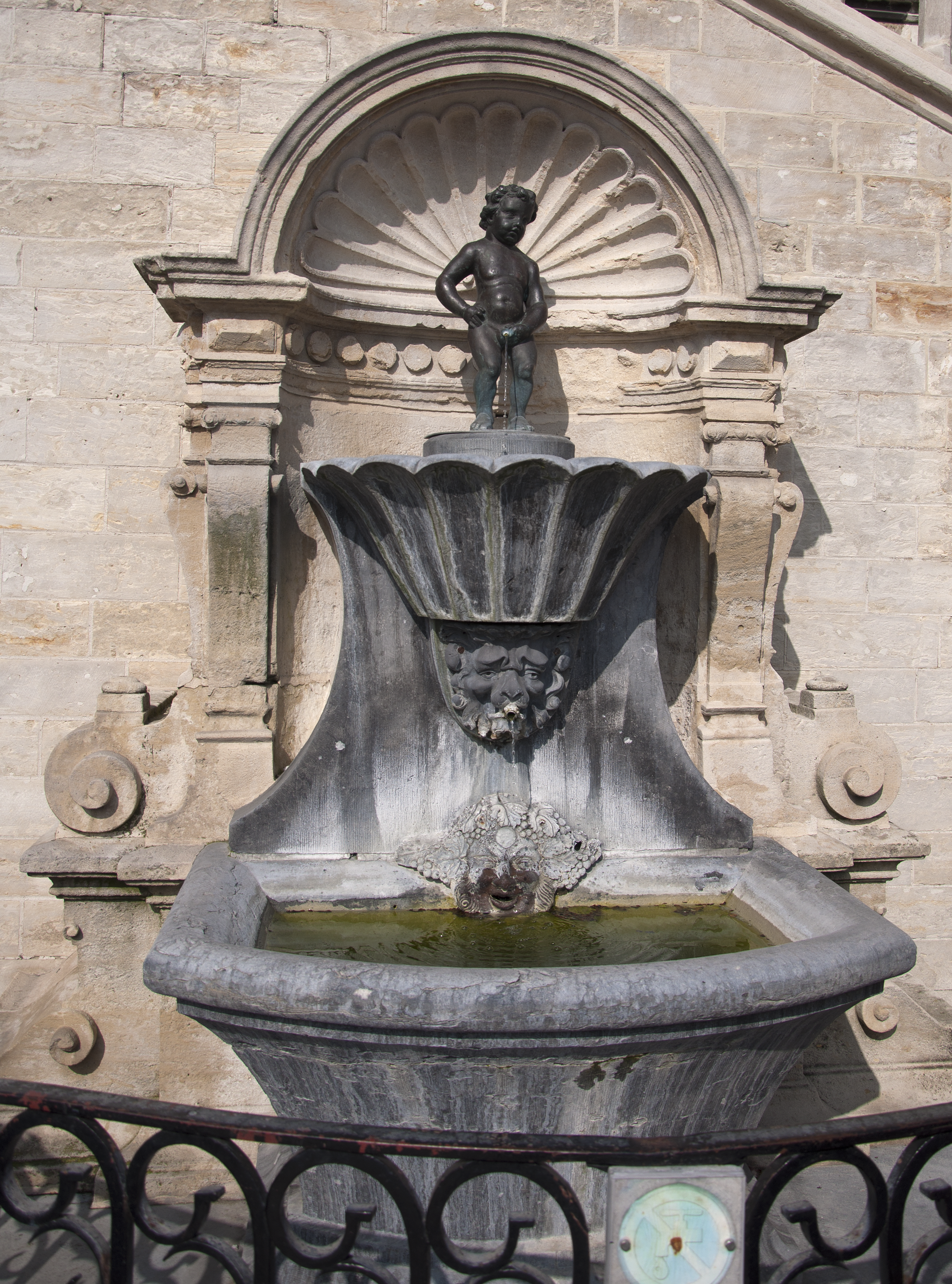
Manneken-Pis van Geraardsbergen

Het Manneken-Pis van Geraardsbergen is een bekend 15e-eeuws beeldje in Geraardsbergen. Het maakt deel uit van een fontein op de Markt bij het stadhuis van Geraardsbergen.

## Geschiedenis
De inwoners van Geraardsbergen plaatsten het beeld van een plassende jongen in 1459 op een fontein, ter vervanging van een door Gentenaars gestolen beeld van een leeuw. 
De stad was in 1452 verwoest. Voor het herstel van de waterhuishouding deed Geraardsbergen een beroep op de Brusselse fonteinmeester Jan van den Schelden, die in 1455 de opdracht kreeg een lattoenen mannekin te maken. Het werd in mei 1459 opgeleverd door de Brusselse geelgieter Reinier I van Tienen.
Het huidige beeldje aan de trappen van het stadhuis is een kopie van het oorspronkelijke beeldje uit 1459, dat men kan bewonderen in De Permanensje, waar ook het toeristisch infokantoor is ondergebracht. De kopie dateert van 1985.

## Broederschap van het Geraardsbergse Manneken-Pis

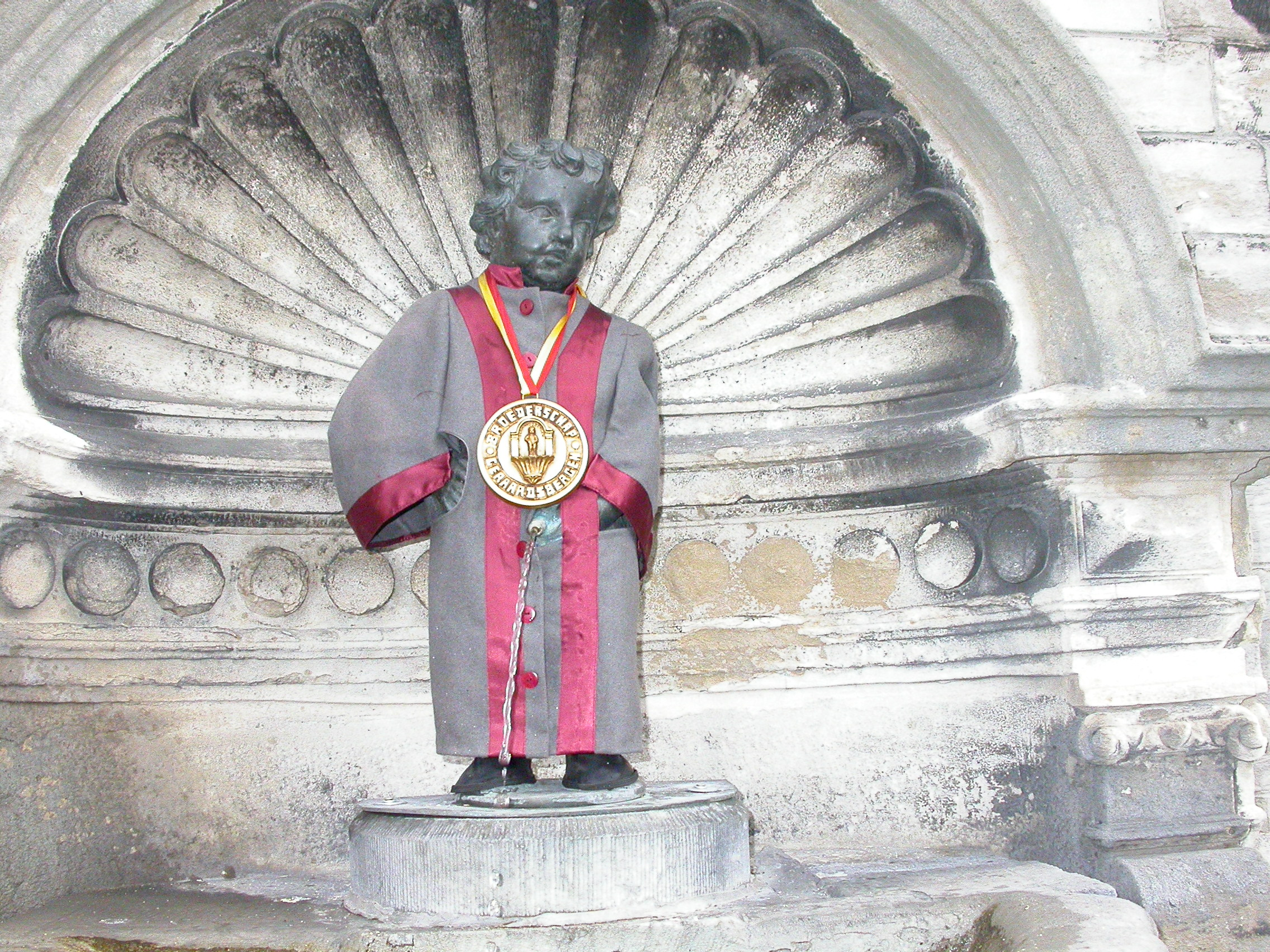
Manneken-Pis in Broederschap van het Geraardsbergse Manneken-Pis kostuum

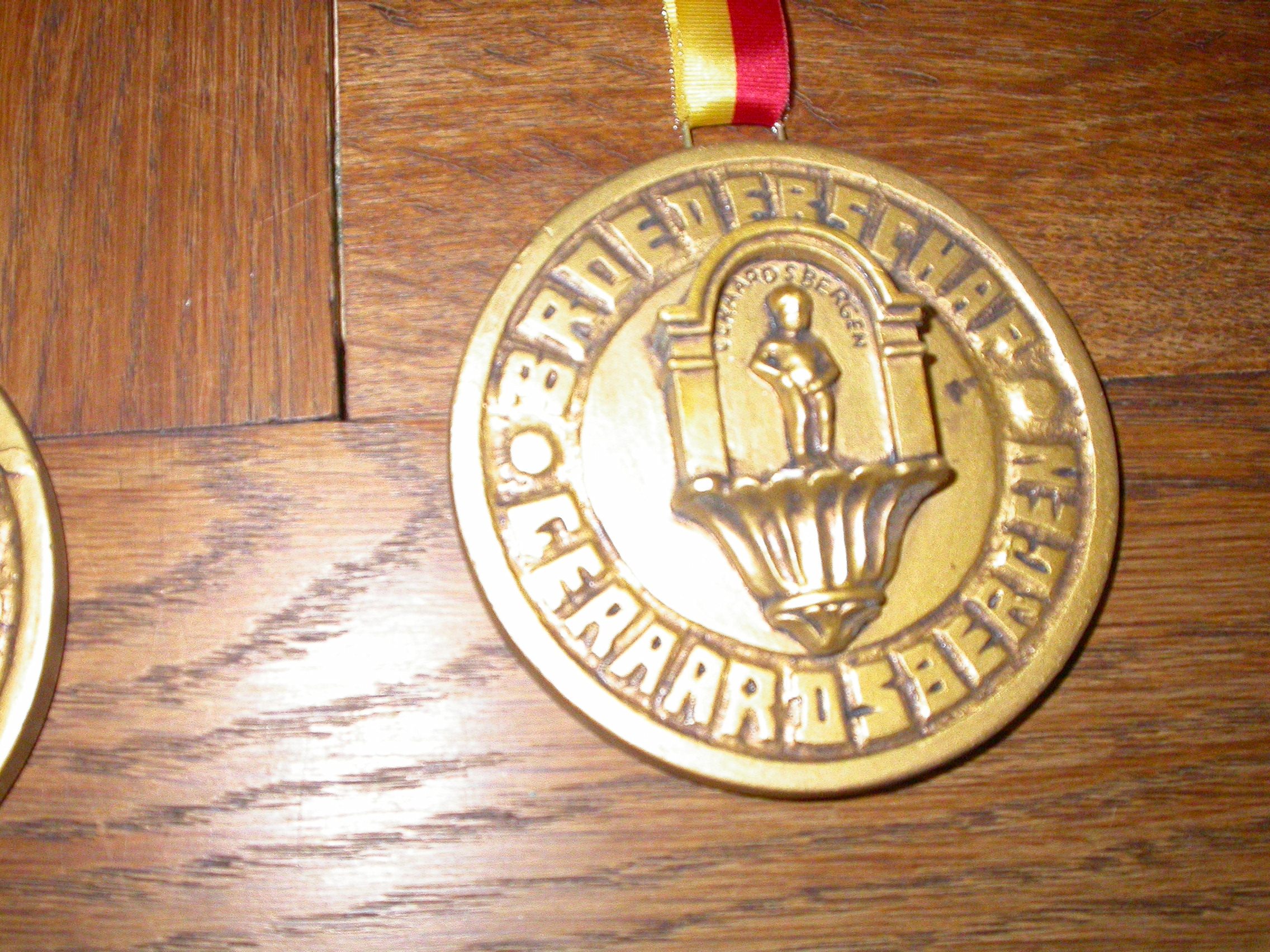
Medaillon van het broederschap

De broederschap is in 1984, samen met het Museum van het Geraardsbergse Manneken-Pis, opgericht door de Koninklijke Vereniging Voor Vreemdelingenverkeer (Kon.V.V.V.) en de verzamelaarsclub Carto Numisclub (CNC). Ze heeft tot doel de promotie van het Geraardsbergse Manneken-Pis in de wijde wereld.
Sinds 1993 wordt op de eerste zondag van juni jaarlijks een kapittelzitting gehouden om nieuwe gezellen en gezellinnen, waaronder meerdere B.V.'s en prominenten, op te nemen als ambassadeur van het oudste Manneken-Pis. De zitting wordt traditioneel afgesloten met de Gouden Manneken-Pisworp. Tijdens de zitting van 12 juni 2005 werd André Denys, gouverneur van Oost-Vlaanderen, opgenomen in de Broederschap. Tijdens de zitting van 5 juni 2016 werden onder andere kamervoorzitter Siegfried Bracke, gouverneur Jan Briers, geneticus Maarten Larmuseau en zanger Jim Cole, opgenomen in de Broederschap. Op 4 juni 2017 werd wielrenner Lucien Van Impe als nieuwe gezel opgenomen. Ongeveer een jaar later traden Tim Pauwels (journalist) en Lucien Naudts toe tot de Orde, naar aanleiding van een aflevering van Sorry voor alles, die eerder dat jaar werd uitgezonden. Daarin onthulde Tim Pauwels hoe Manneken Pis een maand lang gekleed zou gaan in een outfit van Lucien. Op 1 juni 2022 werd Senaatsvoorzitster Stephanie D'Hose opgenomen.
De Broederschap van het Geraardsbergse Manneken-Pis brengt driemaandelijks het tijdschrift De Belleman van het Geraardsbergse Manneken-Pis uit. In 1992 bracht de Broederschap een illegale postzegel uit van het Geraardsbergse Manneken-Pis, als reactie op de uitgave door de Belgische Posterijen van een postzegel met het Manneken Pis van Brussel. 1999 werd uitgeroepen tot het jaar van het Geraardsbergse Manneken-Pis, omwille van de 540ste verjaardag van het plassend ventje en het 15-jarig bestaan van de Broederschap en het museum.

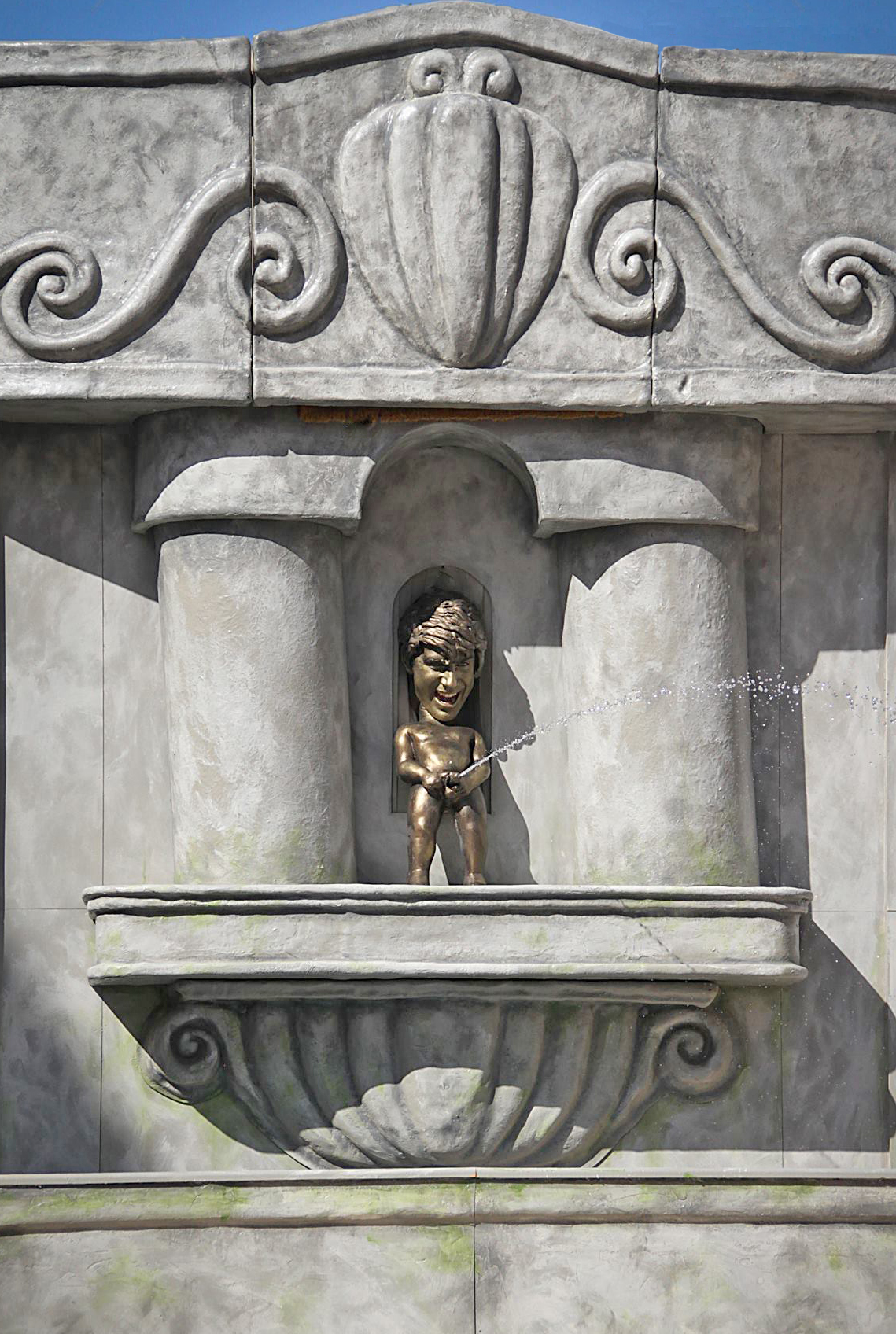
Manneken-Pis en een theaterversie door de Catalaanse groep Campi Qui Pugui

## Tweestrijd met Brussel
De Broederschap animeert de tweestrijd tussen Geraardsbergen en Brussel, die draait om de vraag wiens Manneken Pis het oudste is. De oorsprong van het Geraardsbergse ventje vindt men terug in de stadsrekeningen van 1455 en 1459 die te raadplegen zijn in het Algemeen Rijksarchief. In Brussel is er iets eerder een Manneken Pis gedocumenteerd in 1452 (en er was zelfs al sprake van een Julianekensborre op die plek in 1388, al is niet zeker hoe dit Juliaantje er toen uitzag). Het in Brussel bewaarde beeldje dateert echter uit 1619. De traditie van Manneken Pis bestaat dus al langer in Brussel, maar het 15e-eeuwse Geraardsbergse exemplaar is dan weer een stuk ouder dan het Brusselse. Pikant detail: het is wel gemaakt door de Brusselaars Jan van den Schelden en Reinier I van Tienen.